# Ангели
Династията на Ангелите (на гръцки: Ἄγγελος, Angelos, pl. Angeloi, Ἄγγελοι) е византийска императорска династия (1185 – 1204), чиито представители управляват също в Епир (1205 – 1318) и Тесалия (1225 – 1318). Представителите на тази династия се възкачват на константинополския трон след династията на Комнините. Същевременно тя е и последната династия до завладяването на Константинопол от латинската армия, от кръстоносците на отклонилия се от пътя към Светите места Четвърти кръстоносен поход.

## Императори на Византия
- Исаак II Ангел (септември 1156 – януари 1204) – син на Андроник Дука Ангел, император на Византия (1185 – 1195, 1203 – 1204)[2]
- Алексий III Ангел (1153 – 1211) – син на Андроник Ангел, император на Византия (1195 – 1203)
- Алексий IV Ангел (1182 – 8.2.1204) – син на Исаак II, император на Византия (1203 – 1204)
- Алексий V (†декември 1205), син на Исаак, син на Йоан, император на Византия (1204)

## Деспоти наЕпир
- Михаил I Комнин – извънбрачен син на севастократор Йоан Дука Ангел, деспот на Епир (1205 – 1215)
- Теодор Комнин (1180 – 1252) – син на севастократор Йоан Дука Ангел, деспот на Епир (1215 – 1230)
- Михаил II Комнин (1205 – 1268) – извънбрачен син на Михаил I Комнин, деспот на Епир (1230 – 1268)
- Никифор I Комнин (1240 – 1297) – син на предходния, деспот на Епир (1268 – 1297)
- Тома I Комнин (1285 – 1318) – син на предходния, деспот на Епир (1297 – 1318)

## Деспоти наТесалияиСолун
- Теодор Комнин (1180 – 1252) – син на севастократор Йоан Дука Ангел, деспот на Тесалия (1224 – 1230)
- Мануил Комнин Дука (1187 – 1241) – син на севастократор Йоан Дука Ангел, деспот на Тесалия (1230 – 1237 и 1239 – 1241), владетел на Солун (1230 – 1237)
- Йоан Комнин Дука – син на Теодор Комнин, деспот на Тесалия (1237 – 1239), владетел на Солун (1237 – 1244)
- Димитър Комнин Дука (род. 1225) – син на Теодор Комнин, владетел Солун (1244 – 1246)
- Михаил II Комнин (1205 – 1268) – извънбрачен син на Михаил I Комнин, деспот на Тесалия (1241 – 1268)
- Йоан I Дука (1240 – 1289) – извънбрачен син на Михаил II Комнин, деспот на Тесалия (1268 – 1289)
- Константин I Дука – син на предходния, деспот на Тесалия (1289 – 1303)
- Йоан II Ангел Дука – син на предходния, деспот на Тесалия (1303 – 1318)

## Историческа справка за византийските императори
Началото на династията е поставено през първата половина на 12-ти век, когато византийският аристократ Константин Ангел († сл. юли 1166) взема за съпруга Теодора Комнина, дъщеря на император Алексий I Комнин и на Ирина Дукина. Константин има седем деца. Най-големият му син Андроник сключва брак с Ефросина Кастамонитиса и става баща на бъдещите императори Исаак II Ангел и Алексий III Ангел и на Теодора, първа съпруга на йерусалимския крал Конрад Монфератски. Вторият син на Константин е Йоан, който получава титлата севастократор от племенника си Исаак II Ангел. Йоан се жени за Зоя Дука, от която има дъщеря Теодора, омъжена за византийския благородник Михаил Кантакузин. Извънбрачни деца на Йоан са епирските владетели Михаил I Комнин, Теодор Комнин Ангел и Мануил Комнин Дука. Сред дъщерите на Константин Ангел са: Евдокия, която сключва брак с Гуделий Цикандил и Зоя, омъжена за Андроник Синадин.
През 1185 г. Исаак II Ангел застава начело на бунта в столицата и сваля византийския василевс Андроник I Комнин, чийто фаворит е. Обявява се за автократор (император на Византия), но авторитетът му сред знатните не е голям, като недоволство предизвиква и необмислената му данъчна политика. По негово време българите, живеещи северно от Стара планина, вдигат въстание начело с братята Петър и Асен (1185), побеждават войските на императора в няколко битки и възстановяват независимостта на своята страна. Василевсът започва преговори с германския император Фридрих I Барбароса, довели до подписването на договор. По този начин Исаак II Ангел предотвратява опасността от сблъсък с преминаващата през Византия армия на Третия кръстоносен поход. Негова съпруга е Маргарита, дъщеря на унгарския крал Бела III Арпад. Баща е на: Ирина, сключила бракове с апулийския владетел Руджеро и с германския крал Филип фон Хохенщауфен; Анна, съпруга на Роман Мстиславович, син на великия княз Мстислав II Рюрикович; Теодора, омъжена за херцог Леополд VI Бабенберг; Алексий IV.
През 1195 г. братът на Исаак II Ангел му отнема престола, ослепява го и го хвърля в тъмница. След това се обявява за император под името Алексий III Ангел. Неспособен владетел, новият василевс оставя управлението на страната в ръцете на свои недостойни приближени. Отслабнала твърде много, Византия е изправена пред своята гибел. Цели области са отнети, а и много управители се държат като независими. Алексий, син на лишения от власт Исаак II Ангел, успява да избяга от затвора и намира спасение в Италия. Споразумява се с водачите на Четвъртия кръстоносен поход да съдействат за отстраняването на узурпатора Алексий III Ангел от византийския трон. В замяна обещава да подчини Константинополската патриаршия на Рим и да помогне на рицарите в борбата им срещу мюсюлманите в Палестина. Пристигането на кръстоносците пред стените на ромейската столица (1203) довежда до възстановяването на Исаак II Ангел на престола (1203 – 1204), а синът му е обявен за негов съимператор под името Алексий IV Ангел. Опозицията на столичното население срещу пролатинската политика прераства в бунт. Исаак II Ангел и Алексий IV Ангел загиват, а за василевс е провъзгласен Алексий V Дука Мурзуфъл (1204). Новият владетел не успява да защити Константинопол от кръстоносците, които на 13 април 1204 г. превземат града.
По време на тези събития лишеният от короната Алексий III Ангел напразно търси подкрепа в Тракия. Създаването на Латинската империя слага край на надеждите му да се завърне в столицата и той се прехвърля в Мала Азия, където намират убежище мнозина представители на византийския елит. Алексий III Ангел отново търпи провал, когато знатните ромеи предпочитат да провъзгласят за император на Никея неговия зет Теодор I Ласкарис. До смъртта си през 1211 г. Алексий III Ангел е държан в плен от новия никейски владетел. От съпругата си Ефросина Дукина Каматерина има три дъщери: Ирина омъжена първо за Андроник Кондостефан, а след това за Алексий Палеолог; Анна, сключила два брака – със севастократор Исак Комнин и с никейския император Теодор I Ласкарис; Евдокия, съпруга първо на сръбския крал Стефан І Неманич, след това – на кратко задържалият се на трона ромейски василевс Алексий V Дука Мурзуфъл и накрая – на византийския аристократ Лъв Сгур.

## Историческа справка за деспотите на Епир, Тесалия и Солун
След разпадането на Византия деспот Михаил I Комнин, извънбрачен син на Йоан Дука Ангел и първи братовчед на императорите Исаак II Ангел и Алексий III Ангел, се обявява за владетел на Епир (1205 – 1215). Управлението му води до укрепване на страната и дава възможност на представителите на неговия род да претендират за ромейското наследство. Той има двама синове и две дъщери: деспот Михаил II Комнин; Константин Комнин Дука, женен за Теодора Петралифина, дъщеря на Теодор Петралифа; Теодора Комнина Дукина, омъжена за Йосташ д'Ено, незаконнороден брат на латинския император Бодуен І Фландърски; Мария Комнина Дукина, сключила брак с Константин Мелиан.
След смъртта на Михаил I Комнин престолът е зает от брат му Теодор Комнин (1215 – 1230). През 1217 г. той пленява константинополския император Пиер II дьо Куртене и временно всява смут сред кръстоносците. Възползвал се от слабостта на солунския крал Деметрий Монфератски, през 1224 г. Теодор превзема Солун. През същата година е коронован за император на ромеите от охридския архиепископ Димитър Хоматиан. От това време датира съперничеството му с никейския василевс Йоан III Дука Ватаци. Господар на Епир, Тесалия и част от Македония, той отнема от венецианците Корфу и Дурацо, а от латинците – градовете Ксанти и Димотика. Стремежът му да завладее Константинопол, го кара да приеме съюз с България. Силните позиции на българския цар Иван Асен II сред латинските барони подтикват Тодор Комнин да наруши вероломно мира с българите и да нахлуе през 1230 г. в техните земи. На 9 март двете армии се срещат в близост до Клокотница. По време на битката епирският владетел претърпява пълно поражение, пленен е заедно с цялото си семейство и е отведен в Търново. Съдбата му споделят неговата съпруга Мария Петралифина, дъщеря на Теодор Петралифа, синовете му Йоан Комнин Дука и Димитър Комнин Дука, бъдещи владетели на Тесалия и по-малката му дъщеря Ирина Комнина, по-късно трета съпруга на българския цар Иван Асен II. По-голямата дъщеря на Теодор Комнин, Анна, е омъжена за сръбския крал Стефан ІІІ Радослав Неманич. Мануил Комнин Дука, брат на Теодор Комнин, получава властта в Солун в качеството си на български васал (1230 – 1237), но умира без да има наследници от съпругите си Евтимия, дъщеря на сръбския жупан Стефан Неманя и Мария, дъщеря на цар Иван Асен II. След смъртта му Теодор Комнин е освободен от българския владетел и се завръща в Тесалия, където поставя на престола на Солун първо по-големия си син, деспот Йоан ІІІ Ангел Дука (1237 – 1244), а след това по-малкия Димитър Комнин Дука (1244 – 1246). Самият той се установява в Никея, след като тамошният император Йоан III Дука Ватаци принуждава синовете му да се задоволят единствено с деспотската титла. По-късно Теодор Комнин се завръща в Солун, където управлява от името на синовете си до превземането на града от войските на Никея. Умира през 1252 г.
Докато синовете на Теодор Комнин управляват в Тесалия, за владетел на Епир се провъзгласява Михаил II Комнин (1230 – 1268), син на Михаил I Комнин. Той възстановява единството на бащините си владения. Взема за съпруга Теодора, дъщеря на Йоан Петралифа, която ражда няколко деца: Димитър Комнин Дука, сключил брак с Анна Комнина Палеологина, дъщеря на византийския император Михаил VIII Палеолог и с Анна-Евдокия, дъщеря на българския цар Георги I Тертер; Анна Комнина Дукина, омъжена за Гийом II дьо Вилардуен, принц на Ахея, а след смъртта му – за Николо ІІ дьо Сент Омер, съвладетел на Тива; Елена Дукина, втора съпруга на Манфред фон Хохенщауфен, крал на Сицилия; Никифор I Комнин владетел на Епир. Деспот Никифор I Комнин (1268 – 1297) наследява баща си. Жени се първо за Мария, дъщеря на никейския император Теодор II Ласкарис, а след като овдовява – за Анна Палеологина Кантакузина. От първия си брак има дъщеря на име Мария, омъжена за Джовани І Орсини, граф на Кефалония, а от втория брак му се раждат: Тамара, съпруга на принца на Таранто Филипо І и Тома І. Деспот Тома I Комнин (1297 – 1318), господар на Епир е убит твърде младот племенника си Николо Орсини, граф на Кефалония, който го наследява. Няма деца от съпругата си Анна, дъщеря на Михаил IX Палеолог.
Деспот Йоан I Дука (1268 – 1289), извънбраен син Михаил II Комнин, поема управлението в Тесалия. Неговата дъщеря Елена Комнина сключва брак първо с Гийом І де ла Рош, херцог на Атина, а после – с Юг І дьо Бриен, граф на Лече. Синът му Константин I Дука го наследява в Тесалия (1289 – 1303) и взема за съпруга Анна Евитиониса Дука, която е майка на синът им Йоан II Ангел Дука. Деспот Йоан II Ангел Дука (1303 – 1318) е женен за Ирина, незаконородена дъщеря на византийския император Андроник II Палеолог. Няма наследници и след смъртта му Андроник ІІ присъединява Тесалия към териториите на Византия.